# Димитър Шатоев
Димитър Шатоев е български духовник и революционер, деец на Вътрешната македоно-одринска революционна организация (ВМОРО).

## Биография
Димитър Шатоев е роден през 1876 година в град Радовиш, тогава в Османската империя, в семейството на Костадин (Константин) Шатоев и Мариго̀ (Мария). Има един брат – Михаил Шатоев, и четири сестри. Вуйчовци му са революционерите Ташо А. Дацов и брат му Михаил Дацов.
Завършва пети клас в българското педагогическо училище в Скопие. Дълги години е учител в Радовиш и същевременно е член на радовишкия околийски революционен комитет на ВМОРО още от създаването му в 1895 година. Коце Ципушев пише в спомените си: „Прѣзъ лятото на 1895 [в двата ръкописни варианта е посочена 1896], следъ завършването на 5-тия класъ, се завърнахъ на почивка въ Радовишъ. Тази ваканция бѣ решителна за по-нататъшния ми животъ, тъй като учительтъ Димитъръ Шатоевъ ме посвети в тайнитѣ на Вѫтрешната Македоно-Одринска Революционна Организация. Отъ този мигъ азъ влѣзохъ въ редицитѣ на българскитѣ македонски борци“. В 1899 година Димитър Шатоев е председател на комитета. Започва насилствено да събира пари от видните граждани на града за делото на организацията.
Обвинен във върховизъм, той е осъден на смърт от някои хора от местния комитет при следващия председател, Никола Казанджиев. Спасява го Гоце Делчев, който се намесва и възпрепятства убийството, като така предотвратява и разцепление на радовишкия комитет. Няколко месеца по-късно, през август и септември 1902 година, и Казанджиев, и Шатоев са арестувани от властта, но Казанджиев успява да избяга, а Шатоев е осъден на 7 години затвор. Не е установено колко време е излежал, но пет години по-късно е вече свещеник и същевременно продължава революционната си дейност, като доверено лице на централното ръководство на ВМОРО, което чрез него поддържа връзка с окръжния комитет в Струмица.
Ръкополагането му в свещенически сан е извършено от скопския митрополит Синесий. По-късно струмишкият митрополит Герасим го назначава за свой наместник в Пехчево. След овдовяването си (след 1910) отец Димитър Шатоев се замонашва и става йеромонах под името Герман. След Балканската война (1912 – 1913) е свещеник във врачанското село Кунино. Към 1919 година е изпратен от Светия Синод за предстоятел на българската църква „Свети Стефан“ в Цариград, но по здравословни причини се завръща в Кунино, където умира на 17 януари 1922 година. Погребан е в двора на църквата, в която е служил.